# Thuwayni bin Sa'id
Thuwaini bin Sa'id (in arabo  سيّد ثويني بن سعيد السعيد‎?; Mascate, 1821 – Sohar, 11 febbraio 1866) è stato sultano di Mascate e Oman dal 1856 al 1866.

## Biografia
Thuwaini bin Said era il figlio terzogenito del sultano Sa'id bin Sultan. I suoi primi anni di vita furono caratterizzati dalla continua assenza del padre che doveva recarsi di continuo a Zanzibar per sovrintendere al governo dell'area che al tempo si trovava ancora sottoposta all'autorità dell'Oman. Thuwaini, perciò, fu in patria il rappresentante al governo del padre prendendo familiarità con gli affari di governo.
Ancora giovane Thuwaini venne sposato a sua cugina Ralie (Ghalia), figlia del fratello maggiore di suo padre, Salim Ibn Sultan.
Dopo la morte di Sa'id bin Sultan a Zanzibar nel 1856, Thuwaini divenne sultano di Muscat e Oman, mentre suo fratello minore Majid prese il potere a Zanzibar come sultano. Lo stato di Zanzibar, dunque, venne riconosciuto ufficialmente anche se restava ad ogni modo vassallo dell'Oman e come stabilito da una mediazione che aveva come protagonista anche il governo coloniale inglese, il sultanato di Zanzibar avrebbe dovuto pagare una somma anna a quello dell'Oman. Majid, ad ogni modo, pagò questo tributo solamente per alcuni anni e quando smise di pagare, Thuwaini non era in condizioni politiche da poterlo forzare nei pagamenti. Da quel momento, dunque, si aprì una crisi economica nell'Oman accentuando un crescente malcontento pubblico già sorto dopo l'indipendenza del sultanato di Zanzibar.
Lo studioso e viaggiatore arabista William Gifford Palgrave raccontò di come nel marzo del 1863 fecero naufragio sull'isola di Sowadah, appena fuori dall'Oman e furono molto ben accolti e trattati da Thuwaini.
Aveva una moglie e dodici figli, sette maschi e cinque femmine.
Thuwaini bin Said morì a Sohar l'11 febbraio 1866, ucciso con un colpo di pistola nel suo letto, delitto di cui fu incolpato in un primo momento suo figlio ed erede Salim.